# Републикански път III-7004
Републикански път IIІ-7004 е третокласен път, част от Републиканската пътна мрежа на България, преминаващ изцяло по територията на Шуменска област. Дължината му е 11,5 km.
Пътят се отклонява надясно при 99,1 km на Републикански път I-7 източно от село Хитрино, пресича през центъра на селото и се насочва на югозапад. Минава през село Тимарево, преодолява южните ниски хълмове на Самуиловските височини, слиза в северозападната част на Шуменското поле и в южната част на село Струино се свързва с Републикански път I-2 при неговия 102,9 km.
| Пътища, отклоняващи се надясно (населено място, № на пътя, посока на пътя) | km   | Пътища, отклоняващи се наляво (посока на пътя, № на пътя, населено място) |
| -------------------------------------------------------------------------- | ---- | ------------------------------------------------------------------------- |
| Община Хитрино, I-7, 99,1 km →                                             | 0,0  | → 99,1 km, I-7, Община Хитрино                                            |
| (за с. Добри Войниково) общински път, с. Хитрино ←                         | 1,5  | с. Хитрино                                                                |
| с. Тимарево                                                                | 4,3  | → с. Тимарево, общински път (за 101,6 km на I-7)                          |
| (за с. Длъжко) общински път ←                                              | 6,1  |                                                                           |
| Община Шумен                                                               | 9,3  | Община Шумен                                                              |
| (от ГКПП Дунав мост) I-2, 102,9 km, с. Струино →                           | 11,5 | → с. Струино, 102,9 km, I-2 (до гр. Варна)                                |